# Pycnoderiella
Pycnoderiella is een geslacht van wantsen uit de familie van de Miridae (Blindwantsen). Het geslacht werd voor het eerst wetenschappelijk beschreven door Henry in 1993.

## Soorten
Het genus bevat de volgende soorten:

- Pycnoderiella insularis Henry, 2009
- Pycnoderiella virginiana (T. Henry, 1993)